# Козмень (комуна)
Козмень, Козмені (рум. Cozmeni) — комуна у повіті Харгіта в Румунії. До складу комуни входять такі села (дані про населення за 2002 рік):
- Козмень (1356 осіб) — адміністративний центр комуни
- Лезерешть (630 осіб)

Комуна розташована на відстані 199 км на північ від Бухареста, 18 км на південний схід від М'єркуря-Чука, 68 км на північ від Брашова.

## Населення
У 2009 році у комуні проживали 2100 осіб.